# Wolves From The Fog / Goat on Fire
Wolves From The Fog / Goat on Fire es el primer sencillo, desprendido del demo Anno Satanæ de la banda portuguesa Moonspell publicado en 1994.
Todas las canciones fueron escritas por Moonspell, y según afirman en los créditos de este disco, la fuente de inspiración es Satán.

## Listado de canciones
1. Goat On Fire
2. Wolves From The Fog

Las canciones varían levemente a las del demo, en materia de sonido y calidad.
- Datos: Q4356207